# Chaetostephana
Chaetostephana là một chi bướm đêm thuộc họ Noctuidae.

## Các loài
- Chaetostephana inclusa Karsch, 1895
- Chaetostephana rendalli Rothschild, 1896